# Eurycope friesae
Eurycope friesae är en kräftdjursart som beskrevs av William M. Wilson 1983. Eurycope friesae ingår i släktet Eurycope, och familjen Munnopsidae. Inga underarter finns listade.